# محطة سان أونوفري للطاقة النووية

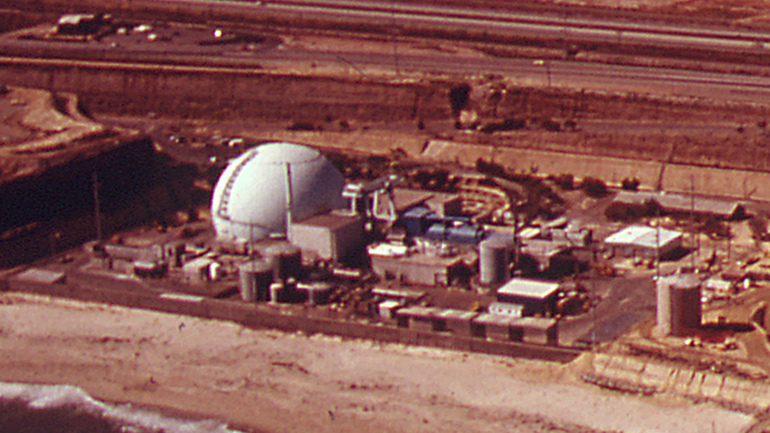
الوحدة الأولى 1975

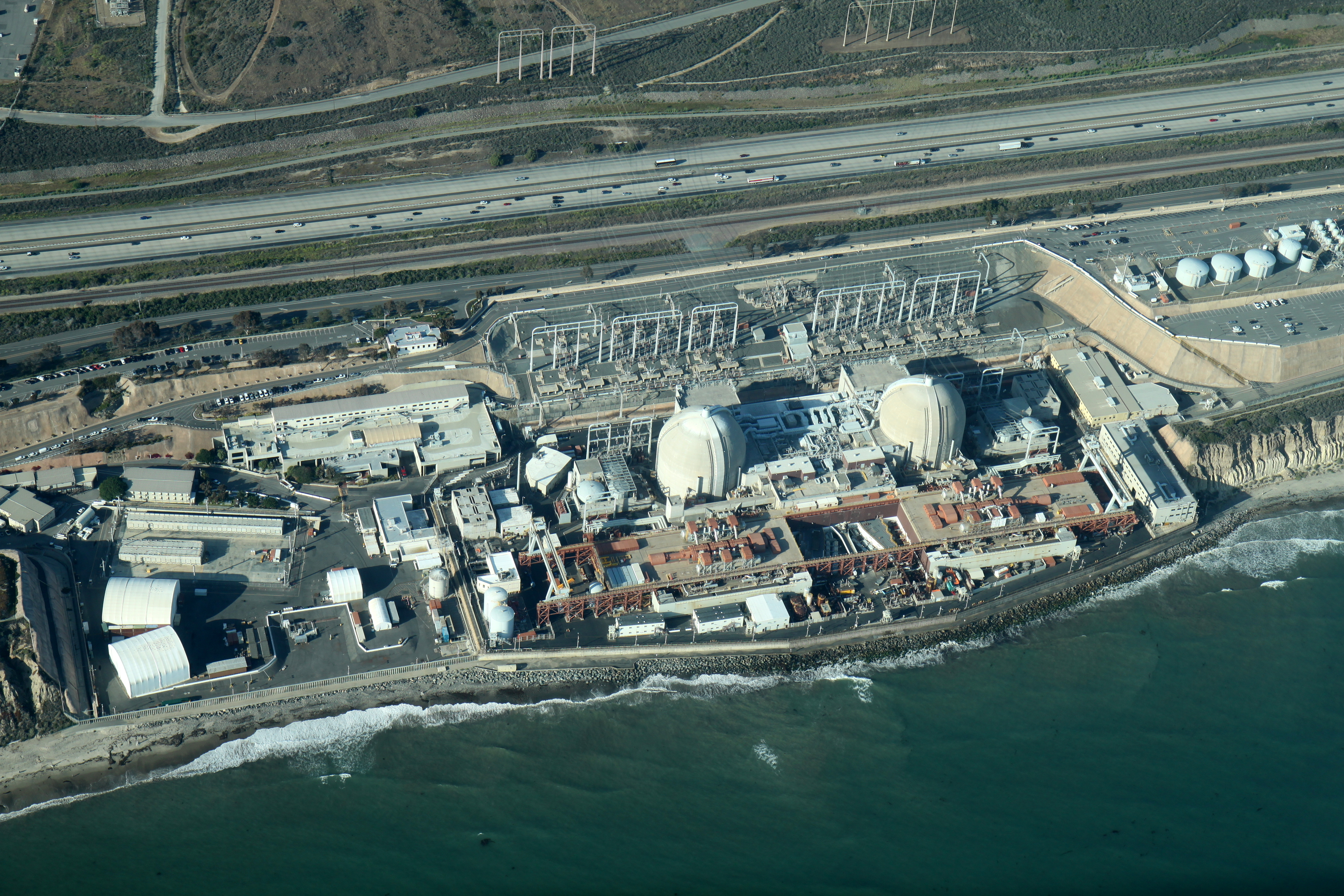
الوحدتين الثانية والثالثة

محطة سان أونوفري للطاقة النووية هي محطة طاقة نووية مغلقة تقع جنوب سان كليمنتي بولاية كاليفورنيا على ساحل المحيط الهادئ في منطقة اللجنة التنظيمية النووية الرابعة.
تعود ملكية المحطة إلى شركة شركة جنوب كاليفورنيا إديسون، حيث تمتلك شركة أديسون العالمية (الشركة الأم لشركة جنوب كاليفورنيا إديسون)، حصة تبلغ 78.2%، في حين تمتلك شركة سان دييغو للغاز والكهرباء حصة تبلغ 20%، وتمتلك إدارة المرافق بمدينة ريفرسايد 1.8%. بلغ عدد العاملين بالمحطة عند تشغيلها بكامل طاقتها أكثر من 2200 شخص. تقع المحطة بين الساحل والطريق السريع 5 وتعد معلمًا بارزًا بسبب مباني الاحتواء النصف كروية المزدوجة، والتي تم تصميمها لاحتواء أي منتجات انشطارية في حالة وقوع حادث.
تم تشغيل الوحدة الأولى في المحطة (الوحدة 1) من عام 1968 إلى عام 1992. وبدأ تشغيل الوحدة 2 في عام 1983 والوحدة 3 في عام 1984. في عامي 2009 و2010 أجريت تحديثات على وحدات المفاعل لتدوم 20 عامًا؛ ومع ذلك، تم إغلاق كلا المفاعلين في يناير 2012 بعد اكتشاف تآكل مبكر في أكثر من 3000 أنبوب في مولدات البخار البديلة التي تم تركيبها في عامي 2010 و2011. أجرت اللجنة التنظيمية النووية تحقيقا في الظروف التي أدت إلى الإغلاق. في مايو 2013، ذكرت السيناتور باربرا بوكسر رئيسة لجنة البيئة والأشغال العامة بمجلس الشيوخ آنذاك، إن التعديلات أثبتت أنها "غير آمنة وتشكل خطراً على ثمانية ملايين شخص يعيشون على بعد 50 ميلاً من المصنع". ودعت إلى إجراء تحقيق جنائي.
في يونيو 2013، أعلنت شركة جنوب كاليفورنيا إديسون إيقاف الوحدتين 2 و3 بشكل دائم عن العمل. وتضمنت مبرراتها "استمرار عدم اليقين بشأن متى أو ما إذا كانت SONGS قد تعود إلى الخدمة"، بالإضافة إلى الاعتراف بأن الإجراءات التنظيمية المستمرة والطعون الإدارية كانت غير مقبولة. من المحتمل أن يؤدي ذلك إلى تأخيرات كبيرة، مما يؤدي إلى تمديد أي خطط محتملة لإعادة التشغيل "لأكثر من عام". واعترفت الشركة أيضًا بأن التقاعد الكامل للوحدات قبل إيقاف التشغيل سيتبع الممارسات القياسية، وهي عملية من المتوقع أن تمتد لعدة سنوات. يتعلق أحد مصادر الجدل المستمر باستراتيجيات إديسون لتخزين براميل جافة في الموقع لكمية كبيرة من النفايات النووية المتولدة خلال سنوات تشغيل المنشأة.

## الإغلاق
أغلقت المحطة في عام 2013 بعد فشل مولدات البخار البديلة.